# Tatsuya Sakai
Tatsuya Sakai (坂井 達弥 Sakai Tatsuya?,  Fukuoka, Fukuoka, 19 de noviembre de 1990) es un futbolista japonés que juega como defensa.

## Selección nacional
En 2014 jugó para la selección de fútbol de Japón.
| Selección | País  | Año  |
| --------- | ----- | ---- |
| Absoluta  | Japón | 2014 |

## Clubes
| Club                            | País      | Año       |
| ------------------------------- | --------- | --------- |
| Sagan Tosu                      | Japón     | 2012-2017 |
| Matsumoto Yamaga F. C. (cedido) | Japón     | 2015      |
| V-Varen Nagasaki (cedido)       | Japón     | 2016      |
| Oita Trinita (cedido)           | Japón     | 2017      |
| Montedio Yamagata               | Japón     | 2018-2019 |
| Samut Prakan City F. C.         | Tailandia | 2020-2021 |
| Navy F. C. (cedido)             | Tailandia | 2021      |
| Navy F. C.                      | Tailandia | 2021-2022 |

## Estadística de equipo nacional
| Selección de Japón | Selección de Japón | Selección de Japón |
| Año                | Part.              | Goles              |
| ------------------ | ------------------ | ------------------ |
| 2014               | 1                  | 0                  |
| Total              | 1                  | 0                  |